# Hoppersgraaf
Hoppersgraaf is een buurt in de wijk Schandelen-Grasbroek in de Nederlandse gemeente Heerlen. De buurt ligt ten noorden van het stadscentrum. Aan de westzijde wordt de buurt begrensd door de CBS-weg en de Sittarderweg, aan de noordzijde door de L.T.M.-weg, aan de oostzijde door de Meezenbroekerweg en de Willemstraat en in het zuiden door de spoorlijn met station Heerlen.
In het noorden ligt de buurt Grasbroek, in het oosten de buurt Schandelen, in het zuiden de buurten van Heerlen-Centrum en Eikenderveld en in het westen Musschemig en Zeswegen.
In de buurt staat het Heerlense kantoor van het Centraal Bureau voor de Statistiek. Vroeger was hier ook de toegang tot de Oranje-Nassau waarvan alleen nog het schachtgebouw rest. In het schachtgebouw bevindt zich het Nederlands Mijnmuseum.
Stadsdelen: Heerlerbaan · Heerlerheide · Heerlen-Stad · Hoensbroek

Wijken: Aarveld-Bekkerveld · De Beitel · Caumerveld-Douve Weien · Eikenderveld · Heerlen-Centrum · Heerlerbaan-Oost · Heerlerbaan-West · Passart · De Hei · Heksenberg · Hoensbroek-De Dem · De Koumen · Maria-Gewanden-Terschuren · Mariarade · Meezenbroek-Schaesbergerveld · Molenberg · Nieuw Lotbroek · Rennemig-Beersdal · Schandelen-Grasbroek · Vrieheide-De Stack · Welten-Benzenrade · Woonboulevard-Ten Esschen · Zeswegen-Nieuw Husken

Buurtschappen en gehuchten: De Euren · Heihoven · Imstenrade · Schurenberg · Terschuren

Limburg: Steden en dorpen      Nederland: Provincies · Gemeenten